# 光岡K-1
K-1為光岡汽車所推出的原創作品車輛。「K-1」為套件車輛，需由消費者自己DIY組裝。

## 車輛歷史

### K-1（1998年－2007年）
1998年7月，微型車輛「MC-1」，套件車輛「K-1」、「K-2」開始發售。自此，正式踏入微型車輛、套件車輛的製造。因為有可愛的外表及便利性，廣獲各界喜愛。
2007年1月31，停止生產。

## 車輛諸元
- 引擎（Engine）：BB-MC1E/49cc/Single cylinder/OHC
- 最高馬力（Maximmum Power）：4kw(6.1ps)/6500rpm
- 最大扭力（Maximum Torque）：6.9N･m(0.70kg.m)/6000rpm
- 變速系統（Transmission）：CVT
- 傳動型式（Drive system）：FF
- 懸吊系統（Suspension）：油壓式
- 煞車系統（Brakes）：？
- 車長（Overall Length）：1775mm
- 車寬（Overall Width）：1080mm
- 車高（Overall High）：1455mm
- 軸距（Wheel Base）：1110mm
- 車身重量（Vehicle weight）：160kg
- 輪胎尺寸（Tyre）：3.50-8-46J
- 車輛售價（Price）：￥414,750／477,750／488,250

## 相關車輛

### 攣生車輛
然而，正確說明「MC-1」與「K-1」起來，所有外觀與結構完全相同。「MC-1」為已組裝完成，才販售的車輛。「K-1」為完全未組裝，而直接販售的車輛。
- MC-1

### 延伸車輛
同時，另有一款以「K-1」為基礎，所延伸的迷你車輛「MC-1T」。
- MC-1T

## 外部連結
- 光岡自動車（页面存档备份，存于）
- MITSUOKA-MICROCAR.COM（页面存档备份，存于）